# Sul Ross State Lobos
Los Sul Ross State Lobos (Lobos de la Estatal Sul Ross) es el equipo deportivo que representa a la Sul Rose State University en el deporte universitario. Conocido como Lobos, compite en la NCAA Division III y es miembro de la American Southwest Conference.

## Deportes
- Masculino: Béisbol, baloncesto, cross country, fútbol americano, tenis, fútbol.
- Femenino: Softbol, baloncesto, cross country, voleibol, tenis, fútbol.[1]

### Voleibol
El equipo ganó las dos primeras edición de la desaparecida Association for Intercollegiate Athletics for Women en 1970 y 1971, en el periodo previo a ser reconocido por la NCAA. En esas finales Sul Ross State venció a UCLA y Long Beach State. También ganó el título de conferencia de la desaparecida Texas Intercollegiate Athletic Association en 1976, 1977, 1979, 1980, 1981, 1982, 1984, 1985, 1986, and 1991.

### Fútbol Americano

#### Conferencias
- Independiente, 1923–1927
- Texas Intercollegiate Athletic Association (TIAA), 1928–1929
- Independiente, 1930
- TIAA, 1931–1932
- Independiente, 1933–1935
- Alamo Conference, 1936–1939

Co-campeón: 1936
- Sin equipo entre 1940–1945 por la Segunda Guerra Mundial
- New Mexico Intercollegiate Conference, 1946–1949

Campeón: 1947, 1948, y 1949
como parte de la NMIC, Sul Ross nunca perdió un partido en su conferencia, probavlemente en 1946 el equipo no jugó el calendario completo y por eso fue inelegible para jugar por el título de conferencia.
En el Tangerine Bowl fue Co-Campeónn (actual Capital One Bowl) ante Murray State 21–21; el equipo terminó invicto en la temporada regular
- Lone Star Conference, 1950–1975

Campeón: 1950 and 1965
Ganó el Tazón Azteca de 1951 ante ONEFA All-Stars 41–40
Ganó el All-Sports Bowl de 1964 ante East Central State 21–13
Perdió el playoff de la NAIA Div. I de 1965 ante Linfield College, 27–30
- TIAA, 1976–1995

Campeón: 1982 (invicto en temporada regular)
Co-campeón: 1981, 1983, y 1985
Perdió el NAIA Div. II playoff de 1982 loss ante William Jewell, 43–44
- American Southwest Conference, 1996–presente

Co-campeón: 1996

### Béisbol
- NAIA World Series Champion – 1957
- TIAA Champions- 1988, 1990, 1996
- ASC Champion – 1999

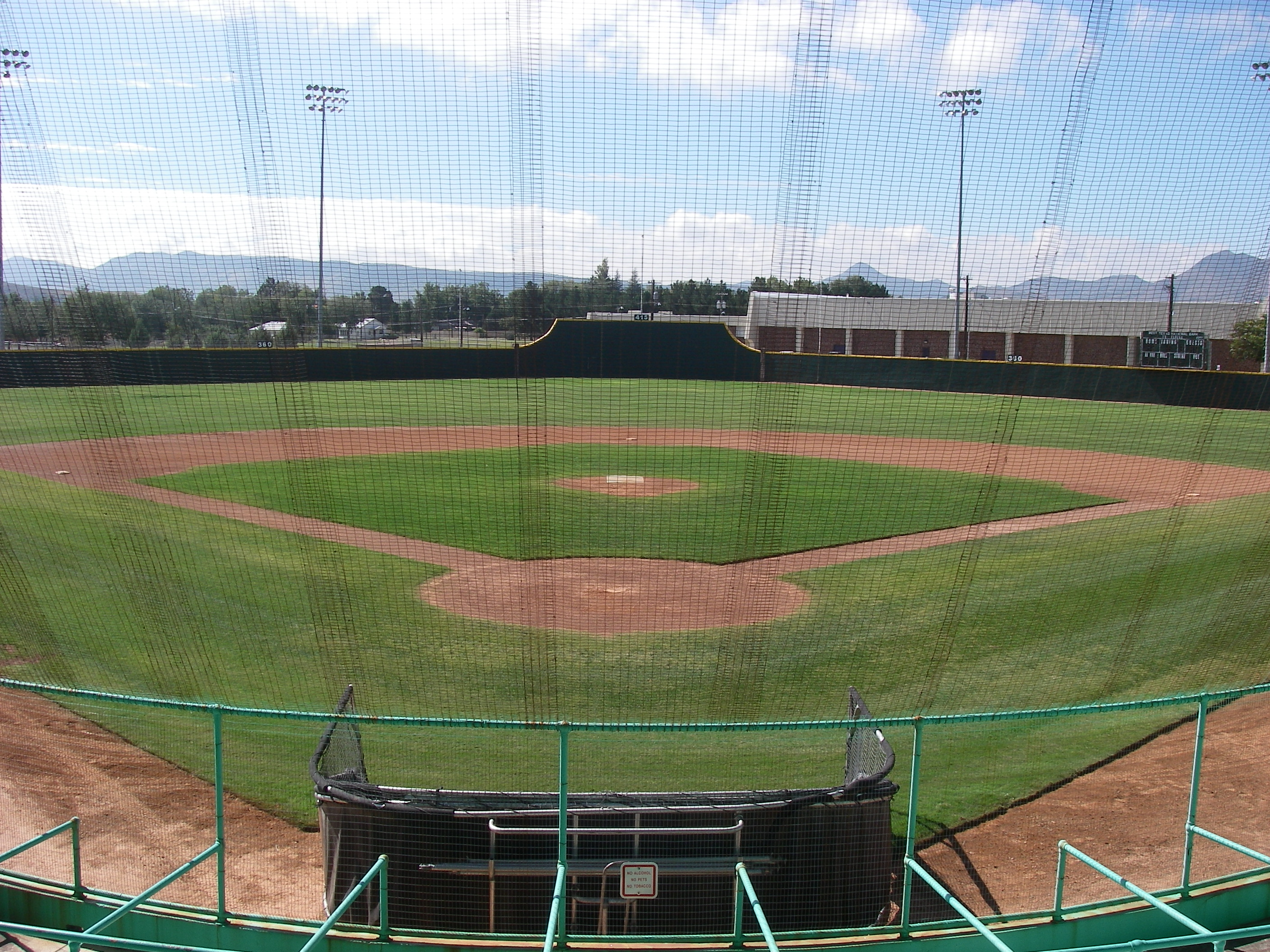
El Kokernot Field en 2008

La sede de los Lobos, el Kokernot Field, fue la sede de la primera edición de la NAIA Baseball World Series. Texas Monthly llamada Kokernot Field, el Yankee Stadium de Texas.

### Baloncesto

#### Títulos Masculino
- ASC Western Division – 2003, 2004, 2005, 2018
- ASC Tournament – 2004
- NCAA D-III Sweet 16 – 2004

#### Títulos Femenino
- ASC – 1987, 1992, 1995

### Tenis
- Masculino TIAA – 1980, 1981, 1982, 1983, 1985, 1988
- Femenino TIAA – 1980, 1981, 1982, 1983. 1985, 1988, 1992

### Atletismo
- Masculino LSC – 1971
- Frank Krhut – Entrenador del año en la LSC de 1971
- Femenino TIAA – 1980

### Cross country
- Masculino – Quinto lugar de la ASC Conference en 2008.
- Femenino – Las Lady Lobos terminaron en quinto lugar de la ASC Conference Meet en 2004, 2005 y 2006.

### Golf

#### Masculino
Sul Ross ganó el TIAA Golf Championship por 80 golpes en 1985. Contó con el jugador 1st Team All Conference\Medalist Blake Moody, el 1st Team All Conference Daniel Nunez y Kevin Farrer, con el 2nd Team All Conference Ronnie Martinez y Kevin Burnett, pero después dejaron el equipo.

### Rodeo Intercolegial
Sul Ross fue miembro fundador de la National Intercollegiate Rodeo Association y han ganado siete títulos nacionales, ubicándose en el top 10 de las College National Finals Rodeo 33 veces, y cuenta con seis all-around vaqueros y vaqueras.
- Men's NIRA Titles – 1949, 1959, 1951, 1962, 1982, and 1983
- Women's NIRA Title – 1985
- All-Around Cowboys – Harley May 1949 and 1950, Tex Martin 1953, and Cody Lambert 1982
- All-Around Cowgirls – Donna Jean Saul 1962

### Atletas y entrenadores destacados
- Paul Pierce (1914–2004) jugó fútbol americano y baloncesto, y graduado en 1938 como bachiller en química. En 1946, Pierce fue contratado para reconstruir el equipo de fútbol americano que estuvo inactivo durante la Segunda Guerra Mundial. Guio a los Lobos a 18 victorias consecutivas, cuatro títulos de conferencia, y dos bowls, incluyendo el Tangerine Bowl de 1949. Regresó a Sul Ross en 1968 como profesor de salud y educación y jefe del departamento de educación física. Además de sus logros en fútbol americano, también dirigió un tiempo al equipo de voleibol femenil. Entre 1971–75, los llevó al torneo nacional en tres ocasiones, ganando dos de ellas, y terminó entre los mejores cinco en dos ocasiones.
- Norm Cash (1934–1986) elegido All-Lone Star Conference en fútbol americano y béisbol. Elegido por los Chicago Bears como running back en 1955, pero declinó jugar a nivel profesional y se fue a la MLB. Cash jugó de primera base en casi toda su carrera con los Detroit Tigers. Pegó 377 cuadrangulares en su carrera y fue el cuarto lugar entre los bateadores zurdos en la Liga Americana cuando se retiró, solo detrás de Babe Ruth, Ted Williams y Lou Gehrig; sus 373 home runs con los Tigers lo ubicaron en segundo lugar dentro de la historia de la franquicia detrás de su compañero Al Kaline (399). También lideró al AL en asistencias tres veces y en porcentaje de defensa dos veces; ubicándose entre los líderes de todos los tiempos en asistencia (cuarto, 1317) y en double plays (10.º, 1347) hasta su retiro, y fue quinto en la historia de la AL en partidos como primera base (1943). Sus logros incluyen: Anillo de serie mundial en 1968, cinco veces MLB All-Star, y campeón de bateo en la Liga Americana en 1961.
- Gene Alford (1905–1975) (fútbol americano) QB Portsmith Spartans NFL 1931–33 y Cincinnati/St. Louis 1934
- Don Bingham (1929–1997) (fútbol americano) RB Chicago Bears 1956, BC Lions 1958
- Wilbur Huckle (1941) (béisbol) infielder en ligas menores con los New York Mets de 1963 a 1971, y manager de las ligas menores de los Mets de 1972 a 1974. Jugó en Sul Ross State en 1961 y 1962.[3][4]
- John Hatley (fútbol americano) OL/DL Chicago Bears 1953–1955 y Denver Broncos 1960
- Alfredo Avila (fútbol americano) DB Washington Redskins y San Antonio Toros, Little All-America en 1965 y 1966, récord nacional con cinco intercepciones en un partido en 1965 ante East Texas State, logrando 36 intercepciones en su carrera, actual récord en la universidad
- Randall Carroll (born 1991) (fútbol americano) DB agente libre de los Minnesota Vikings 2014
- Larry Jackson (baloncesto) Novena selección global de los Atlanta Hawks en 1970
- Scott Kubosh (béisbol) All-Conference shortstop en 1999, jugador del año de la ASC Western Division en 1999, con los Pittsburgh Pirates en los Johnstown Johnnies de la Frontier League 1999–2000
- Dakota Dill (béisbol) con los Atlanta Braves en los Danville Braves de la Appalachian League 2013
- Derrick Bernard (béisbol y fútbol americano) en la organización de los New York Mets con los Port St. Lucie Mets de la Gulf Coast League
- Dominique Carson (fútbol americano), novato del año de la CPIFL 2014, RB Dodge City Law, en su última temporada con los Lobos, Carson lideró al NCAA Division III con 2368 yardas totales. Empató el récord de touchdowns en un partido de la NCAA al conseguir oco en la victoria 70–65 ante Texas Lutheran.
- Mychal Pinson (baloncesto) en los Soles de Mexicali de la Liga Nacional de Baloncesto Profesional de México.